# Kàltxik
El riu Kàltxik (Кальчик, en ucrainià), és un riu curt d'Ucraïna, afluent del riu Kalmius (el qual desemboca al mar d'Azov), que neix a Azov Upland, prop del poble Kalchynivky (àrea Volodarskiy) per acabar desembocant a prop de la ciutat de Mariúpol. El riu flueix per l'óblast de Donetsk i la de Transcarpàcia. La seva longitud és de 88 km, la seva superfície és de 1.263 km² amb una amplada de fins a 3 km i una profunditat de fins a 40 m. Acostuma a congelar-se la part alta i mitjana del riu des de mitjans de desembre fins al febrer.
Molts historiadors consideren que correspon amb el riu Kalka, on va donar-se la famosa batalla del riu Kalka entre les tropes de la Rus de Kíev i la Polovtsian i l'exèrcit mongol l'any 1223.